# (1102) Pepita
Pour les articles homonymes, voir Pepita.
(1102) Pepita est un astéroïde de la ceinture principale découvert le 5 novembre 1928 par l'astronome espagnol Josep Comas i Solà. Sa désignation provisoire était 1928 VA.